# Тлюстен, Юсуф Ибрагимович
Тлюстен, Юсуф Ибрагимович (адыг. Лъэустэн Юсыф, 25 апреля 1913 — 1998) — адыгейский писатель. Заслуженный работник культуры России. Народный писатель Адыгеи.

## Биография
Юсуф Ибрагимович Тлюстен родился 25 апреля 1913 года в ауле Шаханчерихабль (ныне Теучежский район) Адыгеи. Учился в Московском полиграфическом институте. В 1935—1938 годах работал в газете «Социалистическая Адыгея». Затем работал в Адыгейском НИИ языка, литературы и истории. 
С 1939 года — член Союза писателей СССР.
В 1941 году Ю. Тлюстен вступил в ВКП(б) и ушёл на фронт, воевал в рядах действующей армии, был комиссаром сапёрно-строительного батальона, затем корреспондентом газеты «Сталинский удар». Выступал в печати с очерками, статьями, рассказами о боевых подвигах солдат и офицеров. 
В 1946 году в звании капитана он вернулся в родную Адыгею, работал в различных учреждениях — был заведующим сектором литературы и фольклора Адыгейского научно-исследовательского института языка, литературы и истории, заведующим отделом партийной жизни газеты «Социалистическэ Адыгей», более десяти лет был ответственным секретарём Адыгейской писательской организации.
В последние годы жизни был председателем Совета старейшин при Президенте Республики Адыгея.

## Творчество
В 1938 году в журнале «Огонёк» был издан первый рассказ Тлюстена — «Аминет». В конце 1930-х им были написаны повесть «Путь открыт» («Гъогур Ӏухыгъ») и сборник «Адыгейские новеллы». После войны вышла повесть Тлюстена «Свет в горах» («Къушъхьэр къэнэфы»), рассказывающая о борьбе адыгейцев против немецко-фашистских захватчиков. В 1960-1970-е годы Тлюстен создал романы «Ожбаноковы» (в русском переводе — «Всё началось весной») и «Девичьи зори» («Пшъашъэмэ янэфылъ»), перевёл на адыгейский язык повесть Льва Толстого «Хаджи-Мурат».

## Награды
- Орден Красной Звезды (17 мая 1944)[2]
- Орден Отечественной войны I степени
- Орден Отечественной войны II степени (30 мая 1945)[3]
- Медаль «За оборону Сталинграда»
- Медаль «За победу над Германией»
- Два ордена «Знак Почёта»
- Орден Дружбы народов
- Заслуженный работник культуры РСФСР
- Народный писатель Республики Адыгея
- Медаль «Слава Адыгеи»
- Лауреат литературной премии имени Ц. Теучежа (за сборник очерков «Добрый след»)
- Почётный гражданин города Майкопа